# Xestia mandarina
Xestia mandarina är en fjärilsart som beskrevs av John Henry Leech 1900. Xestia mandarina ingår i släktet Xestia och familjen nattflyn. Inga underarter finns listade i Catalogue of Life.